# Guy Gardner (cómic)
Guy Gardner es un personaje ficticio del universo de DC Comics, creado por el escritor John Broome y el dibujante Gil Kane. Apareció por primera vez en Green Lantern #59 en 1968. Gardner es uno de los múltiples personajes que ha portado el anillo de poder del Green Lantern Corps, convirtiéndose en el segundo Green Lantern de la Tierra después de Hal Jordan. Su personalidad y enfoque para luchar contra el crimen lo convierten en uno de los personajes más controvertidos y conflictivos del universo de los Green Lanterns (Linterna Verde).
Guy Gardner es conocido por su temperamento explosivo, su arrogancia y su actitud desafiante, características que lo han llevado a entrar en conflicto con otros héroes y con los propios miembros del Green Lantern Corps. A lo largo de los años, Gardner ha tenido varias etapas en su vida, desde ser un héroe impulsivo hasta convertirse en un miembro de equipos como la Liga de la Justicia y los "Omega Men". Además, ha sido parte de otras agrupaciones, como los Justice League International, y ha protagonizado historias en las que su personalidad y habilidades como combatiente destacan, a pesar de sus fallos emocionales y su falta de diplomacia. A lo largo de su historia, Guy Gardner ha evolucionado, a veces convirtiéndose en un personaje más complejo y otras veces manteniendo su rol de antihéroe.
El diseño original de Gardner se basó en el actor Martin Milner.El actor Matthew Settle interpretó al personaje en el programa piloto de televisión de Justice League of America (1997). El actor Nathan Fillion interpreta al personaje en franquicia cinematográfica del Universo DC (DCU).

## Historial de publicaciones
Guy Gardner fue creado por John Broome y Gil Kane en Linterna Verde # 59 (marzo de 1968), aunque el personaje fue cambiado significativamente en la década de 1980 por Steve Englehart y Joe Staton, quienes lo convirtieron en una parodia patriotera de un «gringo de sangre caliente y muy macho». Este último sigue siendo el arquetipo del personaje hasta la fecha. Englehart relató:

...Cuando asumí el control de [Linterna Verde], John Stewart era el Linterna Verde, pero todos esperaban que Hal Jordan regresara y relegara a John al servicio de respaldo una vez más. Decidí que John se merecía algo mejor, así que me pregunté: '¿Por qué no puede haber dos Linterna Verdes?' Y eso me llevó a, '¿Por qué no puede haber más de dos?' Eso con el tiempo llevó a los Green Lantern Corps, pero en el camino, decidí resucitar al Linterna Verde perdido, Guy Gardner, que había sido terminalmente insulso y luego con daño cerebral, un personaje completamente inútil, tal como estaban las cosas. Yo estaba siendo un buen soldado, tratando de ayudar a mi amigo Dick Giordano a vender la revista, y resultó ser el segundo error más grande de toda mi carrera porque desde entonces, DC ha afirmado que como Joe y yo no creamos el Guy Gardner original, nuestra versión completamente nueva no cuenta para nada. Si hubiera llamado Joe Smith al chico nuevo, habríamos ganado regalías importantes, pero tal como están las cosas, no obtenemos nada y las personas a las que ayudamos nos faltan al respeto. Así que sumando todo, desearía no haberlo hecho.

El diseño de Staton para Guy Gardner se basó en el personaje del mayor Ronald Merrick de la serie de televisión The Jewel in the Crown, ya que Staton vio los sentimientos de privilegio y el resentimiento de Merrick como un paralelo a Guy Gardner. El traje azul posterior de Gardner, presentado en el primer número de la primera serie en curso del personaje (portada de octubre de 1992), también fue diseñado por Staton. Durante esta serie, retitulada Guy Gardner: Guerrero con el número 17, Guy Gardner evoluciona gradualmente hacia un personaje más vulnerable y heroico; Beau Smith, quien escribió la serie durante la mayor parte de su carrera, estaba preocupado de que dejarlo como un idiota enojado haría que el personaje se quedara estancado y con monótono.

## Biografía del personaje ficticio

### Primeros años
Guy fue criado en Baltimore por sus padres, Roland y Peggy Gardner. Su padre, Roland, era un alcohólico abusivo que golpeaba a Guy todos los días. Algunas de las lesiones de Guy eran visibles, como magulladuras, cortes y golpes, pero otras eran invisibles y estaban emocionalmente infligidas. Guy trabajó duro en la escuela para tratar de ganarse la aprobación de su padre, pero Roland, en cambio, prodigó atención y cumplidos al hermano mayor de Guy, Mace. El único escape de Guy en este momento eran los cómics del General Glory (una parodia del Capitán América), yendo tan lejos hasta llegar a modelar su corte de pelo de tazón en el del sidekick de Glory, Ernie.
Durante su adolescencia, Guy se convirtió en un delincuente juvenil. Constantemente desafiaba la autoridad. Más tarde, su hermano mayor, Mace, ahora un oficial de policía, lo enderezó y con el tiempo fue a la universidad, manteniéndose a sí mismo y obtuvo una licenciatura en educación y psicología de la Universidad de Míchigan, donde también jugó al fútbol hasta que una lesión puso fin a su carrera. La lesión afectó profundamente a Guy.
Después de la universidad, Guy trabajó llevando casos de bienestar social, ocupándose de presos y su rehabilitación. Sin embargo, abandonó esta línea de trabajo por temor a que resaltara su naturaleza agresiva. Siguiendo adelante, se convirtió en maestro para niños con discapacidades. Este trabajo sacó a relucir su lado amoroso y afectuoso.
En septiembre de 2011, The New 52 reinició la continuidad de DC. En esta nueva línea de tiempo, Guy es ahora un ex policía y el hijo del medio de una familia con una larga tradición de pertenencia al Departamento de Policía de Baltimore que se remonta a 1860. Es el segundo ser humano en ganar un anillo de Linterna Verde, después de llegar al rescate de su hermano mayor Gerard, que había quedado atrapado durante un tiroteo policial con una pandilla callejera.
En esta versión, Guy tiene una relación tensa con su padre Ebenezer Gardner, un policía condecorado que se vio obligado a retirarse discapacitado tras recibir una bala en el cumplimiento del deber, por cuestiones relacionadas con el incidente no explicado que expulsó a Guy de la fuerza policial. Esto fue cambiado en DC: Renacimiento, que regresó a la historia original de Guy recibiendo palizas de su padre alcohólico cuando era niño, como se vio durante la pelea de Guy con el miembro del Sinestro Corps Arkillo en el presente, y más tarde cuando su padre es presentado de nuevo bajo su nombre original de Roland Gardner.

### Linterna Verde Corps
El Linterna Verde del Sector Espacial 2814, un extraterrestre llamado Abin Sur del planeta Ungara, se estrelló en la Tierra después de ser herido de muerte. Cuando Sur murió, su anillo de poder buscó y encontró a dos posibles sucesores: Guy Gardner y Hal Jordan. Jordan estaba más cerca del choque, por lo que fue elegido sobre Gardner. En la misma historia, las supercomputadoras de los Guardianes predijeron que Guy habría perecido temprano en su carrera si hubiera sido elegido primero. En la serie posterior de Booster Gold se mostró que un Booster viajando en el tiempo convenció a Gardner de ir a visitar a su padre moribundo, asegurando así que Jordan sería el candidato más cercano. Gardner fue relegado al estado de reserva en caso de que algo le sucediera a Jordan.
Cuando Jordan se enteró del estatus de Gardner como su respaldo, hizo todo lo posible para organizar una reunión casual y los dos se hicieron amigos. Aunque Gardner ignoraba originalmente la identidad secreta de Jordan, con el tiempo ayudó a Jordan durante sus aventuras. Más tarde se hace compañero de Jordan después de completar su entrenamiento con Kilowog.
Durante un terremoto, Gardner fue atropellado por un autobús mientras intentaba rescatar a uno de sus estudiantes. Durante su recuperación, los Guardianes reclutaron a John Stewart para que fuera el nuevo «respaldo» de Jordan.
Algún tiempo después, durante un período en el que Gardner estaba desempeñando sus funciones como Linterna Verde de respaldo, la batería de poder de Hal Jordan, la fuente de energía del anillo, explotó en la cara de Gardner debido al daño que le había hecho el Crumbler y lo atrapó en la Zona Fantasma. Jordan y Kari Limbo, la novia de Gardner en ese momento, creyéndolo muerto, desarrollaron con el tiempo una relación romántica que finalmente culminó en una propuesta de matrimonio. Gardner logró interrumpir la boda contactando a Limbo telepáticamente. Para entonces, sin embargo, el accidente de autobús de Gardner, la explosión de la batería de energía, su asimilación a la zona y la posterior tortura a manos del General Zod y otros residentes de la Zona Fantasma habían afectado su mente. Cuando Gardner fue liberado de la Zona Fantasma, le diagnosticaron daño cerebral y estuvo en coma durante varios años.
Durante la Crisis on Infinite Earths, los Guardianes del Universo se dividieron en dos facciones respecto a cómo enfrentar la Crisis. Una facción minoritaria de seis Guardianes emuló a sus antiguos hermanos, los Controladores, reclutando a un Linterna Verde para que ataque y destruya directamente las fuerzas del universo de la antimateria. Por razones desconocidas, Gardner fue revivido por los Guardianes renegados, que le dieron un anillo de poder que no estaba atado a la Batería de Energía Central en Oa, luciendo un uniforme similar al usado por los Puños de los Guardianes, y le dieron una misión. Debía reclutar y comandar a los criminales más letales y poderosos del universo, incluido el Tiburón, Héctor Hammond (que había sido dejado atrás después de intentar atacar a Gardner), Sonar, Throttle, Blindside y Goldface, para lanzar un ataque contra la base de operaciones del Antimonitor.
El daño cerebral de Gardner se manifestó en forma de una nueva personalidad arrogante, violenta, inestable y, a menudo, infantil. Gardner se creía el último Linterna Verde «verdadero», superior a todos los demás, en particular a Jordan. Cinco de los Guardianes renegados fueron asesinados por una ola de antimateria, y el sexto finalmente se reconcilió con el resto de los Guardianes. Mientras tanto, Gardner tuvo éxito en su tarea de reclutar poderosos villanos. Tanto Hal Jordan como John Stewart impidieron que Gardner completara su misión, que habría en últimas destruido el universo.
Después de la Crisis, los Guardianes, junto con las Zamarons, abandonaron el universo para crear la próxima generación de Guardianes. Gardner fue puesto bajo el cuidado del Guardián restante convertido en mortal Appa Ali Apsa (que más tarde se convirtió en el «Guardián Loco») en el planeta Maltus para enseñarle a Gardner las costumbres de los Corps, una situación que a Gardner le molestaba. Gardner escapó con el tiempo y regresó a la Tierra, pero fue recapturado por Appa Ali Apsa (con la ayuda de dos guardias de honor de los Corps) con la intención de reclamar el anillo de poder de Gardner. A petición de Kari Limbo, Hal Jordan suplicó en nombre de Gardner por su libertad, que le fue concedida sin agradecimiento por parte de Gardner.
Como consecuencia de la ejecución de Sinestro por parte de los Corps, la mayoría de los Corps perdió sus anillos de poder. Gardner fue uno de los pocos Linternas Verdes activos que quedaron. Después de la derrota y muerte del «Guardián Loco», los Guardianes regresaron y asignaron a Gardner como el Linterna Verde oficial del Sector 2814, mientras que Jordan fue asignado para reclutar nuevos miembros de los Corps.

### Liga de la Justicia Internacional
Poco después de obtener su libertad de Maltus, Gardner se convirtió en miembro fundador de la Liga de la Justicia Internacional después de que la Liga de la Justicia de América original se disolviera durante la historia de 1986-87 «Legends». En su tiempo con la Liga Internacional Gardner se muestra molesto porque Batman sea líder del grupo, llegando incluso a desafiar al Caballero de la Noche a una pelea a puñetazos. Batman derribó a Guy de un solo puñetazo tan pronto Guy se quitó el anillo, y los demás miembros lo dejaron tirado en el suelo. Cuando Guy se despertó, se golpeó la cabeza con una consola y quedó inconsciente. Cuando vuelve en sí, su personalidad ha cambiado y ahora es amable y gentil. Hasta que vuelve a golpearse la cabeza en un momento posterior, Guy fue amable, dulce, inocente como un niño y un perfecto caballero con las mujeres del grupo. La carrera de Guy en la Liga Internacional estuvo llena de constantes cambios de personalidad y discusiones interminables entre los miembros del equipo. Esto condujo a una pelea con Lobo, a darle un golpe por sorpresa a Escarabajo Azul durante un combate de boxeo, y finalmente a dejar el equipo después de ser «menospreciado» por Superman.
Gardner tuvo una relación sentimental con su compañera de liga Hielo, incluso aprendiendo algo de noruego rudimentario, pero a menudo es insensible con ella y lento para admitir sus sentimientos. Su relación terminó con la muerte de Hielo a manos del Overmaster.

### Guy Gardner: Renacido
Después de completar su tarea de reclutar nuevos miembros de los Corps., Hal Jordan regresó a la Tierra para reclamar su título como Linterna Verde del Sector 2814. La respuesta de Gardner fue desafiar a Jordan a una pelea donde el perdedor renunciaría a los Corps. Gardner perdió y entregó su anillo. Después de algunos altercados fallidos con Goldface y Black Hand como un justiciero sin poderes, Gardner se embarcó en una búsqueda para recuperar su poder e identidad. Engañando a Lobo para que lo ayudara, invadió Qward para encontrar el anillo de poder amarillo de Sinestro, pero los qwardianos le dijeron que el anillo era único y nunca fue regresado a Qward. Luego viajó a Oa, donde lo encontró en la mano de Sinestro en la «Cripta de los Linterna Verde Corps» de Oa.
La serie de cómics propia de Gardner comenzó con él usando el anillo amarillo y un uniforme modificado similar a su uniforme de Linterna Verde pero con ropa de calle. El anillo amarillo no usaba una batería para recargarse, sino que necesitaba ser usado contra los anillos de energía de los Linterna Verdes para que pudiera absorber su energía residual y restaurar su poder. Gardner descubrió esto por accidente cuando Kilowog luchó contra él mientras su anillo no tenía poder.
Guy Gardner regresó a la Tierra a buscarle pelea a Superman, pero con el tiempo se reincorporó a la Liga de la Justicia y ayudó a luchar contra el monstruo Doomsday, en el que él y sus compañeros de equipo fueron brutalmente golpeados y Superman murió durante la derrota de la criatura. Durante el arco argumental de Reinado de los Supermen, cuando aparecieron cuatro versiones diferentes de Superman después de su muerte, Guy luchó, se alió y luego respaldó al Superman Último Hijo de Krypton, que en realidad era el Erradicador. Más tarde, Guy limpió su nombre del asesinato cometido por su clon draaliano «Joe Gardner» y se enteró de que su hermano Mace se había convertido en el asesino Milicia. Después de una pelea entre los dos, Guy decidió tomar el nombre en clave de Guerrero (Warrior).
En la miniserie JLA: Classified- based I Can't Believe It's Not the Justice League, Guy ayudó a los Super Buddies y se reveló que aún tenía su anillo amarillo.

### Guy Gardner: Warrior
Para ese momento, el poder del anillo de Guy había comenzado a fluctuar debido a la intromisión del villano Parallax (Hal Jordan). Privado de sus poderes, Guy llevaba un exotraje dorado proporcionado por Blue Beetle que simulaba una fuerza sobrehumana. Guy no estaba contento con este traje inicial, ya que no se sentía tan natural como usar un anillo de poder. El exotraje apareció por primera vez en el número 18, el segundo número que incluía el nuevo título de Guy Gardner: Guerrero. Aunque el exotraje fue destruido durante el combate con Milicia en el número 19, el anillo de poder de Guy le proporcionó un nuevo exotraje construido con energía del anillo. Esto fue mucho más del agrado de Guy.
Cuando Hal Jordan, afligido y hambriento de poder, destruyó a los Linterna Verde Corps tras la destrucción de su ciudad natal, Ganthet acudió por primera vez a Guy Gardner para ofrecerle el último anillo de poder de Linterna Verde. Cuando Gardner se negó, Ganthet decidió encomendarlo a Kyle Rayner.
Después de que Guy comenzó a tener visiones de la destrucción de Oa y su poder comenzó a aumentar misteriosamente, llevó a un grupo de héroes a Oa para averiguar qué sucedió con los Corps. Guy y su equipo fueron emboscados y rápidamente derrotados por Parallax. Guy logró engañar a Hal para que pensara que estaba muerto simulando una construcción de sí mismo con el anillo que había sido empalada por una pica de energía. Guy usó el elemento sorpresa y logró igualar a Hal en una pelea durante unos minutos debido al hecho de que su anillo extrajo energía de plasma residual de Linterna Verde. Con el tiempo, Hal ganó la iniciativa, derrotó a Gardner y destruyó su anillo, privándolo de su exotraje potenciado por el anillo. Parallax luego le saca de un golpe uno de sus ojos a Gardner y lo envió a él y a su equipo de regreso a la Tierra. Guy se despertó en el hospital después de pasar tres semanas en coma. Privado de nuevo de su anillo de poder, se vio obligado a encontrar una forma alternativa de adquirir poder.
Guy se uniría a Buck Wargo (un análogo de Doc Savage) y sus Cazadores de Monstruos trotamundos, que incluían al oscuro héroe de la Edad de Plata Tiger-Man (Desmond Farr) junto con Joey Hong y Rita Muldoon. En una expedición al Amazonas, Gardner encontró y bebió del cáliz del Agua del Guerrero. Esto activa el ADN alienígena que había sido implantado en su línea de sangre un milenio atrás por una raza que viajaba por el espacio llamada Vuldarianos. Descubrió entonces nuevas habilidades de cambio de forma que de acuerdo al guionista Beau Smith obedecieron a órdenes editoriales para capitalizar el éxito de Mighty Morphin Power Rangers, y que le permitirían retomar su papel de superhéroe. Cuando Guy apareció por primera vez, su cuerpo había adoptado la forma de su antiguo exotraje, aunque rojo en lugar de dorado, y su ojo perdido había sido restaurado. El cuerpo de Guy permaneció así hasta el final del arco argumental de Hora Cero. Gardner crea armas transformando directamente sus brazos, al menos hasta el número 2 de Hora Cero.
Gardner abrió un bar temático de superhéroes llamado Warriors (Guerreros), como fuente de ingresos y como base entre sus aventuras. A él se uniría el grupo de Buck, Veronna, la más poderosa de la tribu de mujeres de la Jungla de Nabba, que custodiaba el Agua del Guerrero y quien creía que estaba destinada a ser la compañera de Guy (compartiendo una telepatía limitada con él), y los que fueron traídos como sacaborrachos de Warriors pero que actuaban como compañeros aventureros: Lady Blackhawk (desplazada en el tiempo por Hora Cero), Wildcat, Lead y Arisia.
En sus primeros días como Guerrero se le ve luchando con sus nuevos poderes. Tenía dificultades para convertir su cuerpo en cualquier arma, y sus transformaciones a menudo le causaban dolor. Después de un colapso que llevó a una confrontación con Superman y Supergirl, con la ayuda de su supuesto antepasado Cardone, Gardner finalmente logró usar sus nuevos poderes para formar la mayoría de las armas no basadas en energía de su cuerpo, así como también absorber algunas formas de energía y redirigirlas a través de sus diversas «armas». Otra habilidad, su capacidad para usar el conocimiento de guerreros de todo el espacio y el tiempo, rara vez era usada y en su mayoría se olvidaba. Guy tuvo muchos enemigos durante la serie, incluidos Evil Star, Gorilla Grodd, Black Serpent, Sledge, Fuerza Mayor, Martika la Seductora, Bronkk y los Tormocks (antiguos enemigos de los vuldarianos), Mudakka y Dementor, así como el regreso de su clon (ahora llamado Enforcer), el Quorum y su hermano Milicia con su novia Honey. Hizo equipo con muchos héroes, incluido Steel, de quien se hizo amigo cercano después de descubrir que Steel asistió a la Universidad de Míchigan y jugó en el mismo equipo de fútbol americano. Gardner también se hizo buen amigo de Lobo después de la derrota de los Tormocks (en la medida en que el cazarrecompensas le dio a Gardner una de sus motos espaciales y el cráneo de Bronkk).
Durante el tiempo que Gardner luchó contra Dementor, se enteró de que su enemigo también era producto del proyecto genético vuldariano. El padre de Dementor había violado a una mujer vuldariana. Dementor fue enviado al infierno, donde reveló que él era el responsable de los constantes cambios de personalidad de Gardner (en cierto sentido, explicando por qué su personalidad cambió drásticamente a lo largo de los años). En los últimos números, Gardner finalmente se ocupó de su «familia», además de revelar otro lado de sus poderes vuldarianos, la capacidad de curar heridas mortales.
A lo largo de la serie, Gardner hizo las paces con gran parte de su pasado. En una Navidad, El Espectro, en nombre del Phantom Stranger, hizo posible que Guy se comunicara con su padre fallecido, quien se disculpó por el abuso, tanto físico como mental, que infligió a Guy, su hermano Mace y su madre. Le dijo a Guy lo orgulloso que estaba de todos los logros que Guy logró como hombre y se reconciliaron. Luego, Guy le daría sus condolencias a la madre de Hielo por la pérdida compartida de su hija y ella le proporcionó una escultura de hielo para recordarle a su hija. Una celebración celebrada en Warriors para la Navidad vio a Guy cruzarse con una Fuego ebria y la pareja compartió un beso después de expresar cuánto extrañaban a Hielo. Se sugirió que durmieron juntos después de esto en el siguiente número.
Después de que se canceló la serie Warrior, Gardner continuó apareciendo en el Universo DC, más notablemente como un personaje recurrente en la serie de Linterna Verde durante el tiempo de Kyle Rayner y como un miembro de reserva de la Liga de la Justicia de América. Se pensó que fue asesinado durante el cruce de Our Worlds At War. Más tarde se descubrió que estaba atrapado en un bolsillo del Infierno llamado Garganta en el país del General Zod, Pokolistán. Después de liberarse intercambiando lugares con el villano de Superman, Kancer como gobernante de la Garganta, sus poderes de Guerrero aparentemente mejoraron. Declaró que era su trabajo hacer cosas menos éticas que héroes como Superman no podían Sin embargo, esta nueva dirección solo duró 30 números de Guy Gardner: Warrior (que se cruzó en Way of the Warrior con Justice League America y Hawkman con cameos de Lobo y el ex Linterna Verde Probert) y sus varias apariciones en un lapso de diez años.

### Regreso a los Corps
Durante la miniserie de 2005 Linterna Verde: Renacimiento, el ADN vuldariano de Gardner es extrañamente sobrescrito por su ADN humano cuando Parallax posee a Gardner y varios Linterna Verdes. El anillo de Hal Jordan se divide en dos y el anillo de Gardner le es devuelto. Finalmente, Parallax es derrotado por el esfuerzo combinado de los cinco Linterna Verdes activos, incluido Gardner. Los Guardianes luego seleccionan a Gardner como uno de los oficiales superiores de los nuevos Linterna Verde Corps.
En la miniserie de 2005-2006 Green Lantern Corps: Recharge (escrita por Dave Gibbons), los Guardianes asignan a Gardner como uno de los tres instructores principales de los Corps, junto con Kilowog y Kyle Rayner. El trío se encarga de entrenar al nuevo Corps, al que los Guardianes pretenden nombrar 7200 miembros. Gardner no aprecia en absoluto su nuevo papel, y cuando se queja con los Guardianes, le dicen que el éxito en el entrenamiento de nuevos reclutas podría llevarlo a que le den un nuevo puesto.
Gardner juega un papel importante en la derrota del ataque del Gremio Araña contra Oa. Al descubrir que la aprendiz Soranik Natu ha desaparecido en el sistema estelar prohibido de Vega, donde el pacto de los Guardianes con los Psions de Vega prohíbe que entren los Linternas Verdes, Gardner y Kyle Rayner lideraron una misión de rescate en violación directa de las políticas de Oan. Una vez allí, los Linternas descubren el nido del Gremio de Arañas y determinan que su próximo objetivo es el sol de Oan. Al regresar justo cuando comienza el ataque, Gardner reúne a los asustados aprendices de Linterna Verdes y los reanima con un discurso que impresiona incluso a su rival de toda la vida, Hal Jordan. La actuación de Gardner a la hora de repeler el ataque resulta en su ascenso a Linterna # 1 de la Guardia de Honor de los Linterna Verde, una posición de autoridad sobre otros Linternas. En este nuevo papel, se espera que Gardner «piense fuera de la caja» y «haga los trabajos que otros Linternas no pueden», una función muy adecuada a su personalidad irascible.

### Crisis infinitayUn año después
En su nuevo papel como Linterna # 1, Guy lidera a los Corps en la defensa de Oa contra Superboy Prime, creando un muro de energía para frenar al adolescente desenfrenado y llamando un «Código 54», autorizando el uso de fuerza extrema. Guy supervisa la captura final y el encarcelamiento de Superboy Prime, encerrándolo en un Devorador de Sol rojo proporcionado por Donna Troy y organizando una vigilancia constante de cincuenta Linternas para mantenerlo encarcelado.
Guy pasa todo el «año perdido» después de Crisis infinita haciendo misiones para los Guardianes sin tener franco de ría (aunque se le ve con poca frecuencia en la Tierra en la serie semanal limitada 52, por lo que se debe suponer que se ha escapado de la guardia de los Guardianes). Cuando finalmente se le concede un tiempo libre un año después, su descanso se ve interrumpido por un ataque del rencoroso Bolphunga el Implacable. Poco después, Guy ayudó a Hal Jordan en una misión no autorizada al mundo natal del Manhunter, Biot. Gracias a los esfuerzos de Hal y Guy, varios Linternas que se creían fallecidos y perdidos hace mucho tiempo (entre ellos Arisia, Chaselon, Jack T. Chance, Graf Toren, Hannu, Ke'Haan, Laira y Boodikka) fueron liberados del encarcelamiento por el Cyborg Superman. Al regresar de la misión, Guy fue castigado por los Guardianes y obligado a soportar un mes como uno de los cincuenta Linternas en la «Guardia de Prime». A los Linternas de la Guardia de Honor, como Guy, se les permite romper las reglas tres veces antes de la expulsión.
Según el escritor de Linterna Verde Geoff Johns en una entrevista de Newsarama en 2006, Prime nunca podría escapar bajo la supervisión de Guy: «Para nada. Eso es ridículo. Cualquiera que haya leído a Guy Gardner durante los últimos dos años en Linterna Verde o en Green Lantern Corps sabe que es un personaje mucho mejor y más fuerte que eso. E incluso en las época de Keith Giffen, probablemente rompería algunas reglas, se burlaría de los otros héroes y se tomaría una cerveza o dos, pero no sería tan idiota. Nunca fue muy idiota, y ciertamente no con lo que estoy haciendo con él, o con lo que Dave Gibbons está haciendo con él en Corps. Tiene sus momentos y es un personaje muy divertido, pero definitivamente no va a ser un imbécil. Su papel no es el de «Imbécil del Universo DC. Su papel es el de Pateaculos del Universo DC».

### The Corpse
Guy fue brevemente parte de la división de operaciones encubiertas de los Corps. Apodada «The Corpse» (lit. 'el cadáver', un juego de palabras con The Corps), los miembros renuncian a sus anillos por poderes más sigilosos proporcionados por los Guardianes. Guy participó en una misión como parte de esta unidad secreta. Tenía la tarea de localizar a Von Daggle, un durlan que anteriormente estaba a cargo de The Corpse. Gardner transmitió un mensaje de los Guardianes, informándole a Daggle que se cargo ha sido reinstaurado. Desde allí, Daggle tomó el mando de Gardner, llevándolo al mundo natal de los Dominators, una raza de supercientíficos con rencor contra la Tierra. Juntos, derrotaron a un Dominator súper evolucionado, aunque el uso de la fuerza letal por parte de The Corpse no le cayó bien a Guy. Gardner le informó a Daggle que no podía ser parte de su equipo y Daggle borró su memoria, reflexionando que «los humanos nunca dan la talla».

### Sinestro Corps War
En el arco argumental de «Guerra de los Sinestro Corps», Superboy-Prime y Cyborg Superman escapan del encarcelamiento cuando los Sinestro Corps atacan Oa, matando a los guardias en que vigilan a Prime. Guy, junto con sus compañeros Linterna Verdes Hal Jordan y John Stewart, son capturados por Parallax durante la batalla y llevados a Qward. Guy y Stewart son luego hechos prisioneros por Lyssa Drak, quien los obliga a revivir tragedias en sus vidas. Hal logra derrotar a Lyssa y liberar a Guy y John de sus pesadillas. En la escaramuza que siguió a su escape, Parallax casi le rompe el cuello a Gardner. Al regresar a su universo, defienden la Tierra de los Sinestro Corps enteros. Después de ayudar a liberar a Kyle de la posesión de Parallax, Parallax es partido en cuatro partes por los antiguos Guardianes Ganthet y Sayd, y es puesto en las baterías de energía de Hal, John, Guy y Kyle. Guy se ve infectado por el mortal virus alienígena de los Sinestro Corps llamado Despotellis, pero es curado por el propio virus consciente de la viruela del Green Lantern Corps, Leezle Pon.

### Regreso de Hielo
Después de la Sinestro Corps War, Guy finalmente se reunió con su exnovia Hielo, recientemente resucitada. A pesar de la incertidumbre de Hielo respecto a qué tan sabio será revivir el antiguo romance, las muestras de adoración de Guy parecieron suficientes para convencerla de que se reuniera con él para una cita propia en el mismo lugar exactamente un mes después. Antes de dejar la Tierra para abrir un bar/restaurante en Oa, Guy le deja una nota a Hielo. Hielo rechaza su propuesta de vivir juntos en Oa, y Guy interpreta su deseo de reconstruir una nueva vida en la Tierra con su mejor amiga Beatriz como un intento de distanciarse de él, acusando a Beatriz de enfrentar a Hielo contra él. Los dos están de acuerdo en que sus circunstancias actuales harán imposible una relación.

### Blackest Night
En el arco argumental de «Blackest Night», Guy y Kyle Rayner se oponen a la decisión de los Guardianes de ejecutar a todos los miembros de los Sinestro Corps y a todos los demás prisioneros, e intentan sin éxito convencer a los Linternas Alfa y a los Guardianes mismos de que se mantengan alejados del camino oscuro al que se dirigen, y son reasignados a la Tierra. Posteriormente intentan regresar a Oa, y no logran repeler la invasión de un enjambre de anillos negros a la cripta de Linternas de Oa, donde los cadáveres de los Linternas caídos son reanimados como Linternas Negras. En el conflicto subsiguiente, Guy se ve obligado a aplastar el cuerpo del insectoide Bzzd, pero luego su pierna es empalada por Ke'Haan.
Después de que Kyle muere en la explosión de la batería de poder de Chaselon, Guy se enfurece y se transforma en un Linterna Roja. Ahora impulsado por sus anillos de poder verde y rojo, Guy busca venganza contra los Linterna Negras y es capaz de destruirlos a la vista sin esfuerzo con sus armas combinadas. A pesar de la resurrección de Kyle a manos de la Star Sapphire, Miri Riam, Guy torna su furia asesina contra sus antiguos amigos, antes de que Mogo purgue la ira del Linterna Roja de él, aunque le dicen que solo un Linterna Azul puede curarlo por completo. Luego se une a la batalla contra Nekron en la Tierra.

### Green Lantern: Emerald Warriors
Después de los eventos de Blackest Night, Guy Gardner protagonizó la serie mensual Emerald Warriors, escrita por Peter Tomasi. Mientras buscaba una cura para su ira de Red Lantern, se revela que Guy entró en una alianza con el líder de Red Lantern, Atrocitus, que aleja brevemente a Guy de Kilowog y Arisia.
En la historia de "War of the Green Lanterns", la influencia de Parallax, ahora restaurada a la Batería de Energía Central, obliga a Guy y los otros Linternas Terrestres a usar los anillos de otros Cuerpos. Guy, citando su experiencia con los Red Lanterns, elige el anillo de poder rojo. Durante su conflicto con Green Lantern Corps, Guy y sus aliados liberan a Parallax de la batería de energía central, Guy usa el anillo Star Sapphire junto con el anillo Red Lantern, aprovechando su amor por el Cuerpo y su odio y su ira para potenciar ambos anillos a la vez, los dos extremos emocionales demostrando ser suficientes para liberar a Parallax de la batería. Posteriormente, el anillo azul de Kyle Rayner limpia a Guy de la energía del Red Lantern antes de que cada uno recupere su anillo habitual.

### The New 52
Gardner, John Stewart y una élite del Green Lantern Strike Team protagonizan una serie relanzada de Green Lantern Corps, que debutó en septiembre de 2011 como parte del relanzamiento de The New 52 de DC. Esta serie debutó con el autor Peter J. Tomasi y el arte de Fernando Pasarin y Scott Hanna. Guy también aparece en la portada de la nueva serie de Liga de la Justicia Internacional que fue lanzada ese mismo mes, escrita por Dan Jurgens y con arte de Aaron Lopresti. Inicialmente, Guy parecía ser el único Linterna Verde de la Tierra en el que los Guardianes todavía parecían confiar, ya que Hal fue expulsado después de la Guerra de los Linternas Verdes, Kyle fue expulsado debido a su alianza con los otros portadores del anillo, y John fue juzgado por matar a otro Lantern. Sin embargo, los Guardianes realmente planeaban socavar los cuatro Earth Lanterns saboteando la carrera de Guy después de construirla, asegurando una caída precipitada.
Este plan comienza cuando los Guardianes ascienden a Guy al papel de 'Sentinel Lantern' y le confían la custodia de un grupo de embajadores que viajan a un planeta para una conferencia crucial. Posteriormente, liberan al viejo enemigo de Guy, Xar, de las células de Ciencia y crean la impresión de que está persiguiendo a la familia de Guy en la Tierra. Ellos predijeron que Guy abandonaría su deber y regresaría a la Tierra mientras Xar ataca a los embajadores. Con el resto de su equipo absorbido por el Tercer Ejército, Guy escapa solo con su fuerza de voluntad, evitando el intento del Tercer Ejército de "reclutarlo". Con Xar habiendo matado a los embajadores, los Guardianes ordenan a Guy que renuncie al Cuerpo para redimir el daño que ha hecho.
Sintiéndose deprimido después de una conversación telefónica con su familia, durante la cual su padre descarta a los superhéroes por depender demasiado de sus poderes, Guy intenta pasar la noche luchando contra el crimen solo con sus habilidades naturales. Esto resulta contraproducente cuando interrumpe una operación encubierta policial, que culmina con su arresto por parte de su hermana. Mientras está en prisión, es atacado por el Tercer Ejército, pero es rescatado por Linternas Verdes Simon Baz y B'dg, quienes envían a los civiles a un lugar seguro antes de aplastar al Tercer Ejército y retirarse al Mar de la Tranquilidad en la luna. Guy se enoja cuando descubre que los Guardianes se han vuelto contra él y el Cuerpo. Simon y B'dg lo envían al planeta Oa. Allí, Guy recupera su anillo y se une a Kilowog y los demás miembros del Cuerpo de reserva en su rebelión contra los traicioneros Guardianes.
Después de que el villano First Lantern es destruido y los Guardianes impacientes son asesinados por Sinestro, Guy y Kilowog localizan donde Salaak fue encarcelado por los Guardianes y lo liberan. Guy se enoja cuando descubre las imágenes de vigilancia de Salaak de Xar siendo liberado por los Guardianes. Salaak lo ayuda a localizar el paradero de Xar y descubre que Xar se encuentra en la Tierra y se prepara para matar a la familia de Guy. Guy se las arregla para acelerar con la ayuda de Saint Walker para llegar a tiempo para hacer estallar a Xar para que sea incinerado y se reúne con su familia.
Después del evento, Guy fue colocado en el elenco de la serie Red Lanterns donde fue enviado por Hal Jordan para unirse a los Red Lanterns encubiertos. Derrota a Atrocitus y toma el mando del grupo. Se revela que parte de su decisión de unirse a los Red Lanterns es sentirse como si nunca hubiera encajado como Linterna Verde. Como Red Lantern, Gardner se las arregla para mantener su rabia bajo control, liderando con éxito a la mayoría de los Red Lanterns; Atrocitus lidera un grupo disidente y permite que nuevos anillos rojos provoquen que continúen los alborotos asesinos basados en la justicia. Después de unirse a los Linterna Verdes para derrotar al terrorista cósmico Relic, Hal promete darles a los Red Lanterns un sector para que lo vigilen, sin saberlo, este sector se convierte en el Sector 2814, donde reside la Tierra, dando la tutela de la Tierra al Red Lantern Corps.
Guy también intenta reunirse con Hielo, pero ella ha pasado por varias revelaciones personales y necesita un tiempo aparte; Guy promete darle eso.

## Características físicas
Guy Gardner tiene una apariencia de fuerza física y presencia, reflejando su actitud desafiante y su personalidad de "chico malo", que lo hace destacar entre los demás miembros del Green Lantern Corps. Su aspecto y sus características físicas varían ligeramente en las distintas versiones de los cómics y adaptaciones, pero siempre conserva esa imagen robusta y feroz.
- Estatura: Aproximadamente 1,88 m .
- Complexión: Guy tiene una complexión muscular y robusta, reflejando su naturaleza agresiva y su vida activa como héroe.
- Cabello: Su cabello es corto, de color rojo (en algunas versiones más oscuro o cobrizo) y generalmente tiene un estilo algo desordenado, lo que complementa su personalidad ruda.
- Ojos: Sus ojos son de color verde, similar a otros portadores del anillo de Green Lantern, lo que resalta su conexión con el poder del anillo.
- Rostro: Su rostro es cuadrado y de rasgos angulosos, con una mandíbula prominente, lo que le da un aire de dureza y determinación.

## Poderes y habilidades

### Anillo de poder
Guy Gardner fue entrenado para usar un anillo de poder de Linterna Verde, que solo está limitado por la fuerza de voluntad del usuario. Más tarde adquirió el anillo de poder Qwardian de Sinestro, que más tarde se reveló que se basaba en el control del miedo del portador. Esta primera versión de un anillo de poder amarillo estaba alimentada por la absorción de la radiación de plasma que había sido expulsada de un anillo de Linterna Verde y parecía hacer a Guy más invulnerable que un anillo de poder de Linterna Verde normal. Usó ambos para las habilidades básicas de la linterna, incluidas las construcciones, el vuelo y la proyección de energía, aunque también le causó algunas dificultades en ocasiones. Por ejemplo, si le hacía una pregunta, obtendría una respuesta en Qwardian, que no habló. En Linterna Verde: Renacimiento se menciona que el anillo de Guy Gardner brilla constantemente con energía, como si no pudiera contener el poder de su voluntad. Tras la aparente muerte de Kyle Rayner, la ira de Guy provocó que un anillo de poder rojo se aferrara a él, otorgándole la capacidad de generar napalm como llamas que arderían incluso en el espacio. A diferencia de la mayoría de los Red Lanterns, Guy conservó su inteligencia y, como Hal Jordan cuando estaba bajo la esclavitud de un anillo rojo, Guy pudo dar forma a las llamas rojas en construcciones sólidas. A diferencia de Hal, el anillo verde de Guy permaneció activo, lo que le permitió combinar las dos luces y destruir los Black Lanterns y sus anillos. Guy también fue el primer personaje masculino visto en empuñar un anillo Star Sapphire impulsado por el amor, usándolo junto con el anillo Red Lantern (declaró que el resultado se sentía como si tuviera sangre y azúcar en la boca). Linterna Verdes: The Lost Army, Guy creó un nuevo uniforme usando sus anillos verde y rojo. Más tarde, durante la batalla final, los Power Converters utilizados por Lightsmiths, convirtieron el anillo Red Lantern de Guy en un anillo Linterna Verde, terminando así su conexión con Red Lantern Corps.

### Poderes vuldarianos
Los poderes vuldarianos de Guy incluían habilidades limitadas de cambio de forma en las que podía crear armas con su cuerpo. Al principio, estas transformaciones le causaron dolor y no pudo encogerse de su altura de 7 pies. Mantuvo súper fuerza, resistencia y durabilidad alrededor de los estratos de Superman, el poder de vuelo, capaz de sobrevivir en el espacio exterior sin ayuda, curación acelerada y tuvo acceso a los recuerdos de los vuldarianos fallecidos (promocionados como los guerreros más peligrosos en la historia de la universo). Entrenado por Vuldarian Cardone, Gardner se volvió altamente entrenado en el uso de sus habilidades y practicó extensivamente en las artes marciales. Durante el regreso de Parallax, sufrió una descarga de energía metahumana y sus habilidades vuldarianas entraron en recesión. Casualmente, cuando se despertó, estaba cerca del anillo de poder de Hal Jordan, que tiene la capacidad de duplicarse. Gardner una vez más tenía un anillo de poder, y tras el regreso de los Guardianes del Universo, volvió a ser un Linterna Verde.

### Linterna Verde (Tangent Comics)
Guy se convirtió en el cuidador de un artefacto místico que sobrevivió a los eventos de la historia de la "Crisis Infinita" de 2005, después de que Kyle Rayner lo descubriera en New Earth. Tiene el poder de despertar temporalmente a los muertos y también ha servido como puerta de entrada dimensional. Los Guardianes finalmente usaron el artefacto para un ritual para fusionar la entidad de fuerza de voluntad Ion con Sodam Yat durante la Guerra de los Sinestro Corps.

## Galería de villanos
- Atrocitus: Último superviviente de las Cinco Inversiones y de la masacre ejecutada por los Manhunters en su corrupta misión. Él es el creador de la batería de energía Red Lantern. Anteriormente era el único Red Lantern que tenía control total sobre sí mismo (a diferencia de los otros miembros salvajes del Red Lantern Corps) y también lideró el Cuerpo hasta la inducción de Guy Gardner, quien eliminó el anillo de poder rojo de Atrocitus y le quitó el liderazgo.
- Black Serpent: Anthony Serpente es un pirata moderno cuya tripulación entró en conflicto con Warrior y Black Serpent se unió más tarde a la coalición de Martika contra Gardner.
- Bolphunga el Implacable : Trabajando como cazarrecompensas, Bolphunga cruzó espadas con Gardner y después de su derrota buscó al Linterna Verde durante sus vacaciones.
- Dementor: intento fallido de un híbrido vuldariano / terrestre que se convirtió en la némesis de Warrior. Conoció su desaparición como parte del grupo de pícaros Gardner de Martika.
- Enforcer: un clon de Guy Gardner que comenzó a usar el nombre de 'Joe Gardner' y tenía un guante de poder basado en el anillo de poder de Sinestro a cambio de vender su alma a Neron. Fue miembro del Escuadrón de Venganza Guy Gardner de Martika.
- General Zod: Torturó a Gardner para divertirse mientras estaba atrapado en la Zona Fantasma.
- Kancer: Creado a partir de un crecimiento canceroso en Superman, Kancer quedó atrapado en la Garganta del Infierno tomando el lugar de Guy como su gobernante.
- Fuerza Mayor: un sociópata que entró en conflicto con varios Linterna Verdes, Force intentó matar a la madre de Gardner (en lugar de asesinar a su vecina por accidente) y mató a Arisia como parte del grupo de enemigos de Martika que se enfrentaba a Gardner.
- Martika: Capaz de atrapar a los hombres, la seductora apuntó a Guy, pero cuando no pudo dominarlo buscó quebrarlo con un grupo de sus peores enemigos. Ella aparentemente muere después de que su grupo no logra matar a Warrior.
- Milicia y miel: El hermano de Guy, Mace Gardner, y su novia, Milicia, fueron convertidos en cyborgs por el Quórum y se convirtieron en mercenarios. Se cree que fue asesinado por Major Force cuando el equipo de Martika luchó contra Warrior, pero regresó para enfrentarse a los Forasteros.
- Mudakka: Un chamán que controló la locura de Dementor.
- El Quórum: una organización secreta dentro del gobierno de los EE. UU. Con motivos malévolos, algunos de sus agentes incluían a la milicia, la fuerza mayor y el trineo. Fueron guiados brevemente por Martika antes de su fallecimiento. Más tarde formarían el Blood Pack en un intento de diseñar un ejército metahumano.
- Ranx the Sentient City: una ciudad viva en el espacio profetizada para destruir a Mogo el Planeta Viviente a costa de su propia vida. Entró en conflicto con el Linterna Verde Corps cuando Guy Gardner enfermó a la ciudad, la humilló y se ganó su eterna ira.
- Sledge: creado por el Quórum, Sledge era un soldado con superpoderes que se deshizo y luchó contra Warrior and Steel en Washington D. C. Neron le dio una fuerza mejorada a cambio de su alma. Más tarde se uniría a la afiliación de Martika a los villanos de Gardner. Se cree que murió como parte del Escuadrón Suicida; apareció más tarde como parte de la Sociedad.
- Los Tormocks: la raza alienígena que amenazaba a los vuldarianos; en gran parte murieron bajo el liderazgo de Bronkk cuando entraron en conflicto con Warrior, Justice League America, Hawkman, Lobo y Probert como parte del evento Way of the Warrior. Agentes notables de Tormock incluyen a la emperatriz Karine (hermana de Bronkk), Slabb, Slarm, Wep-Tex, Treach y Lupus. Sus fuerzas incluyen los Shrike-Fighters voladores, Leechuns, los drones Kraggz, el planeta viviente Terra-Sphere y el agujero negro viviente Black Vortexer.

## Otras versiones
- Guy también es miembro del Green Lantern Marine Corps en Superman: Red Son.[75]
- Las Legends Of The Dead Earth de 1996 indican que la herencia vuldariana de Guy le ha otorgado una vida útil prolongada. Se le muestra haber sobrevivido al planeta Tierra, haber establecido una larga dinastía de heroicos descendientes y hacer lo que más ama, dirigir un bar.[76]
- En Tangent: Superman's Reign, Guy Gardner se presenta como un hacker, usando el nombre en clave "Detective Chimp".
- En la línea de tiempo alternativa de la historia de Flashpoint, Guy Gardner es dueño de un barman en Queensland, Australia. También es pacifista después de superar sus problemas de ira al encontrar en el budismo. Traci Thirteen obtiene la carta Temperance Tarot y se teletransporta allí. Después de escuchar a Gardner y tomar una copa, se teletransporta.[77]
- En el cómic Green Lantern: Movie Prequel: Hal Jordan de la película Green Lantern de 2011, Guy Gardner se muestra en un vestuario como uno de los humanos alternativos que el anillo podría haber elegido.[78]
- En un futuro lejano, el Book of Oa dice que Guy se convertirá en un Green Lantern veterano y lo representa en un club de motociclistas alienígenas donde cuenta sus historias pasadas.[79]
- Guy Gardner aparece en los cómics de la precuela de la serie Injustice.
  - En el cómic precuela del segundo año del videojuego Injustice: Dioses entre nosotros, Guy es informado por los Guardianes del Universo que Superman ha experimentado un cambio en el nuevo gobernante de la Tierra, aunque duda de la afirmación. Sin embargo, va a la Tierra con Ganthet cuando se entera de que Kyle Rayner había desaparecido (en realidad, Sinestro lo mató). Los dos se encuentran con Superman para confrontarlo sobre sus actividades para forzar la paz, pero el Hombre de Acero se niega a escuchar. Cuando Hal Jordan se va con Ganthet a Oa, Guy se queda atrás para vigilar la Tierra. Finalmente se va cuando descubre que Superman se ha aliado con el Sinestro Corps, pasando los próximos siete meses construyendo un ejército de Linternas Verdes para combatir a Superman. Vuelve para intentar razonar con Superman por última vez, pero comienza la guerra. Guy va a la Tierra para confrontar a Hal sobre su elección de Superman sobre el Cuerpo y salva a Carol Ferris. Cerca del final del segundo año, Guy se enfrenta a un ahora Yellow Lantern Hal, que cree falsamente que Guy mató a John Stewart (cuando nuevamente fue Sinestro, quien culpó a Guy). Aunque trata de convencer a Hal de que está siendo manipulado, Hal arranca el brazo roto de Guy y lo envía a la muerte.
  - En el cómic precuela de la secuela Injustice 2, Guy aparece como una manifestación de la culpa de Hal en su cabeza.
- En el posible futuro de Futures End, Guy Gardner se convirtió en un Blue Lantern, después de haber probado varios otros anillos de poder de Lantern Corps para determinar cuál es mejor para deshacerse de los Red Lanterns. Después de derrotar y purificar a Red King Jack / Rankoor, Guy purifica a Bleez, devolviéndola a la normalidad y destruyendo todos los Red Power Rings, poniendo fin al Red Lantern Corps.

## Otros medios

### Cine
- En uno de los primeros guiones de Green Lantern (2011), Gardner iba a hacer un cameo como jugador de fútbol y candidato potencial del anillo de poder de Abin Sur antes de que pasara a manos de Hal Jordan. Sin embargo, la escena fue eliminada de la versión final.

- Guy Gardner (así como su homólogo de Liga Bizarro, Greenzarro) aparece en la película animada Lego DC Comics Super Heroes: Justice League vs. Bizarro League (2015), con Diedrich Bader retomando su papel.

- Guy Gardner aparece en la película animada Superman: Red Son (2020), con la voz de Jim Meskimen. Él, junto con Hal Jordan y John Stewart, son parte de un escuadrón elegido por el gobierno estadounidense para dominar el poder del anillo de poder de Abin Sur. En 1983, atacan a Superman sobre el Océano Atlántico, donde Guy Gardner es el primero de los tres Linternas en ser derrotado, ya que su voluntad más débil es incapaz de hacer frente al poder de la visión de calor de Superman. Al igual que con los otros Linternas, su destino no se revela.

- Guy Gardner aparece en la película animada Justice League Dark: Apokolips War (2020) como uno de los Green Lanterns que lucha contra las fuerzas de Darkseid pero es asesinado por él.

#### Universo DC

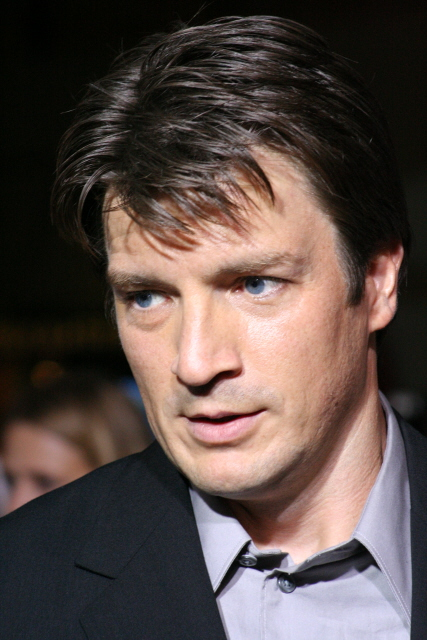
Nathan Fillion interpreta a Guy Gardner en el Universo DC.

Guy Gardner aparecerá en el Universo DC, interpretado por Nathan Fillion.
- Gardner aparecerá en Superman (2025).[80]

- Gardner aparecerá en la segunda temporada de Peacemaker (2025).[81]

- Gardner aparecerá en Lanterns (2026).[82][83]

### Televisión

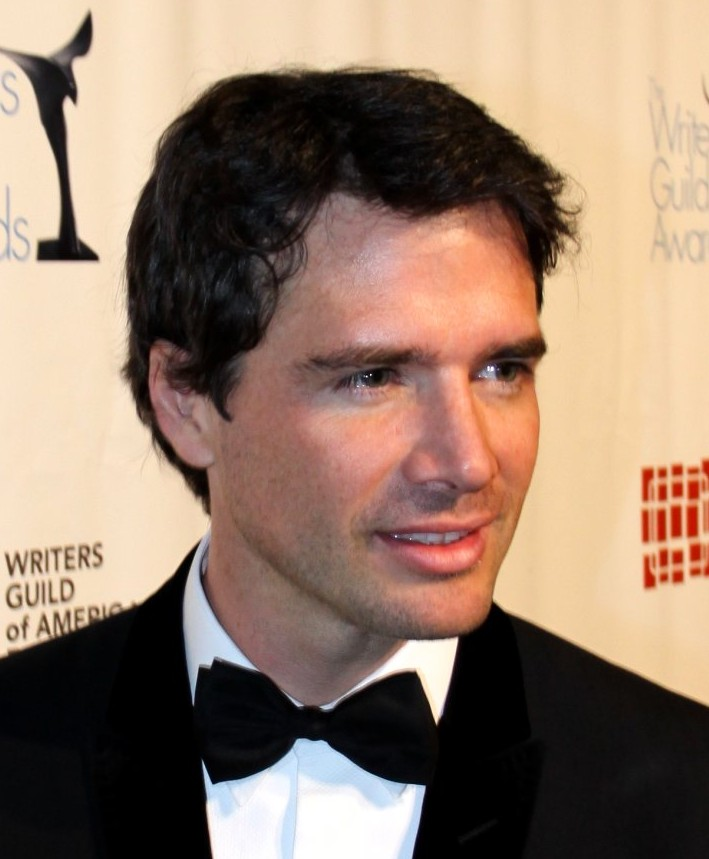
Matthew Settle, actor, interpretó a Gardner en Justice League of America en 1997.

- Matthew Settle, actor, interpretó a Gardner en Justice League of America en 1997.Guy Gardner solo ha sido retratado una vez hasta la fecha en TV de acción en vivo. En 1997, Matthew Settle lo interpretó en un piloto inspirado en Keith Giffen para una serie de televisión propuesta Justice League of America. La personificación del personaje es en gran medida una amalgama de los diversos Linternas de la Tierra. Su uniforme se basa en la versión de los cómics de "chaleco sin mangas" de Guy Gardner, aunque lleva una máscara y una insignia que se asemejan a las del primer disfraz de Kyle Rayner. Además, su apariencia y personalidad reflejan con mayor precisión las de Hal Jordan.
- Guy Gardner aparece (junto a Green Lantern Corps) en un cameo no hablado en el episodio de Duck Dodgers, "The Green Loontern".
- Guy Gardner aparece en la serie animada Batman: The Brave and the Bold en la apertura de "Day of the Dark Knight!" y fue expresado por James Arnold Taylor.[84] Sus payasadas hicieron que un prisionero siguiera un camino de furia destructiva, pero Batman, ya en el cuartel general del Cuerpo, vuelve a capturar al prisionero. ¡Reaparece en "Los ojos de Despero!" para ayudar a Batman a derrocar al dictador Despero. Él, Sinestro y G'nort crean Bat-armadura para el trabajo cuando Batman insiste en acompañar a los Linternas. Cuando ve a Sinestro intentando hacer estallar a un Mogo rebelde; pelean y Guy gana. Guy encarcela a Sinestro en su anillo al final del episodio. Este episodio también rinde homenaje a la escena icónica de los cómics, cuando Batman golpea a Gardner con un golpe tras una discusión. En "Revenge of the Reach!", Inicialmente choca con Jaime Reyes, creyendo que es malvado por el traje creado por Reach que usa. Después de que Jaime salva a Oa del ataque de otros agentes de Reach, la actitud de Guy hacia él mejora; incluso lo defiende cuando los Guardianes intentan confiscar su armadura. Guy aparece en "Death Race to Oblivion!" como uno de los muchos héroes y villanos que compiten para salvar la Tierra de la destrucción a manos de Mongul. En el teaser de "El asedio de Starro! Primera parte", se muestra a Guy luchando contra héroes que han caído bajo el control de Starro, aunque pronto lo ponen en la misma posición. En "Darkseid Descending!", Guy Gardner se une a la Liga de la Justicia Internacional. Parece estar enamorado del miembro del equipo Hielo, como se ve en el tiempo de la venganza cuando viajan en el tiempo a la era hombre de las cavernas prehistóricas.
- Guy Gardner aparece en Young Justice, con la voz de Troy Baker con acento de Maryland. A diferencia de los otros Green Lanterns que se muestran, su disfraz es bastante diferente al que usa en los cómics. En "Revelation", se le muestra ayudando a Canario Negro, Green Arrow y Red Arrow a rescatar a los niños de la criatura vegetal de la Liga de la Injusticia. En "Agendas", Flash menciona que Guy Gardner podría ser miembro de la Liga de la Justicia. Sin embargo, John Stewart y Hal Jordan (ambos miembros de la Liga) inmediatamente descartan la idea. En la temporada 2, se mencionó que es miembro de la Liga y tiene una misión. En la temporada 3, él, Superman, Wonder Woman y Hawkwoman investigan un ataque a Thanagar, que finalmente los lleva a las pistas del alijo de tráfico de metahumanos de Abuela Bondad, aunque no logran liberar a los niños metahumanos.
- Guy Gardner aparece en Linterna Verde: La Serie Animada, con la voz de Diedrich Bader. Aparece como el reemplazo de Hal Jordan mientras estaba fuera. Cuando Hal regresa a su ciudad, Guy lo ayuda a salvar una grúa fugitiva. Cuando Hal está a punto de hablar con la señora de las noticias, Guy lo empuja a un lado y se lleva el mérito. Más tarde, Guy descubre que Hal era el Lantern antes que él y lo invita a comer algo. Los dos comen alitas calientes en un techo mientras Hal contacta a los Guardianes para preguntarles sobre Guy. Los Guardianes informan a Hal que Guy es el nuevo Linterna de la Tierra. Cuando los Guardianes ven a Guy, lo invitan a asistir a una fiesta con ellos. Guy acepta obligar a Hal a colgar. Hal se pone furioso y los dos se involucran en una batalla. Su batalla comienza en Coast City y termina en el desierto. Se detienen cuando llegan a un templo lleno de Manhunters. Hal y Guy luchan contra ellos y terminan destruyéndolos. Hal contacta a Salaak para preguntar sobre los Manhunters. Salaak decide investigarlo y cuando ve a Guy, pregunta: "¿Es ese Guy Gardner?" Pero Hal cuelga antes de que pueda responder. Entonces, la novia de Hal, Carol Ferris llama y rompe con él. Guy lo consuela y se relaciona con su situación. Los dos se dan la mano y se hacen amigos. Entonces Guy le pregunta si puede pedirle a Carol que salga, lo que termina con Hal dándole un puñetazo en la cara. Luego, los Guardianes convocan a Hal a Oa y Guy le pide a Hal que hable bien por él. En "Ranx", Guy se encuentra con Hal de nuevo cuando revela que ha sido nombrado rápidamente Guardia de Honor (su lugar lo ha tomado John Stewart) y lidera una brigada de Linternas Verdes para evitar que los Manhunters destruyan el planeta Ranx, que es que contiene la cabeza aún viva del Anti-Monitor. En "Dark Matter", también se pone del lado malo de Kilowog y ayuda a tratar de derrotar al Aya-Monitor de una vez por todas.

- Guy Gardner / Linterna Verde iba a aparecer en una serie de televisión titulada Green Lantern, interpretado por Finn Wittrock,[85] hasta que el proyecto se convirtió en Lanterns (2026).[82]

### Videojuegos
- Guy Gardner aparece como un personaje jugable en Batman: The Brave and the Bold (videojuego), con la voz de James Arnold Taylor.
- Guy Gardner aparece como un jefe en DC Universe Online, con la voz de Joey Hood.
- Guy Gardner aparece a través de contenido descargable como un personaje jugable en Lego Batman 3: Beyond Gotham.

### Merchandising / Comercialización
- Guy Gardner como Linterna Verde y Roja recibió figuras de la línea de juguetes DC Direct.
- Guy Gardner / Green Lantern recibió figuras de la línea de juguetes "DC Universe Infinite Heroes" de Mattel.
- Guy Gardner / Green Lantern recibió una figura de la línea DC Universe Classics .
- Guy Gardner / Green Lantern recibió una figura de la línea de juguetes "DC Retro-Action Super-Heroes" de Mattel.

### Miscelánea
- Guy Gardner aparece en Justice League Unlimited #32.[86]
- Guy Gardner aparece en Green Lantern: Movie Prequel: Hal Jordan #1 como candidato potencial del anillo de poder de Abin Sur antes de que elija a Hal Jordan.[87]
- Guy Gardner / Green Lantern aparece en el cómic precuela de Injustice: Gods Among Us . Mientras investigan la desaparición de Kyle Rayner , Gardner y Ganthet se enfrentan a Superman al enterarse de su creciente tiranía. Ganthet regresa a Oa con Hal Jordan, aunque Gardner se queda para vigilar la Tierra antes de irse al enterarse de que Superman se alió con los Sinestro Corps. En el transcurso de los siguientes siete meses, Gardner construye un ejército de Linternas Verdes para combatir a Superman y vuelve a entrar en razón con él, pero estalla una guerra. Más tarde, Gardner se enfrenta a Jordan por su alianza con Superman y por haber sido manipulado por Sinestro . Algún tiempo después, Jordan se enfrenta a Gardner, creyendo que él mató a John Stewart . En la pelea que siguió, Jordan mata a Gardner y luego se convierte en Yellow Lantern.
- El espíritu de Guy Gardner aparece en el cómic precuela de Injustice 2 , persiguiendo a Hal Jordan hasta que reasume sus poderes de Linterna Verde.